# (10695) Yasunorifujiwara
(10695) Yasunorifujiwara est un astéroïde de la ceinture principale.

## Description
(10695) Yasunorifujiwara est un astéroïde de la ceinture principale. Il fut découvert le 2 mars 1981 à l'Observatoire de Siding Spring par Schelte J. Bus. Il présente une orbite caractérisée par un demi-grand axe de 3,23 UA, une excentricité de 0,13 et une inclinaison de 5,7° par rapport à l'écliptique.